# 산데구
산데구(영어: Octodontomys gliroides)는 데구과에 속하는 설치류의 일종이다. 산데구속(Octodontomys)의 유일종이다. 아르헨티나와 볼리비아 그리고 칠레의 안데스산맥 구릉 지대에서 발견된다.

## 특징
산데구는 중형 크기의 설치류로 몸길이는 꼬리 길이 100~190mm를 포함하여 200~380mm이고, 몸무게 범위는 100~200g이다. 털은 길고 부드럽다. 상체는 회색빛 갈색이고, 볼은 새하얀 색을 띠며 하체는 회색 바탕에 흰색을 띤다. 큰 귀 앞쪽에 흰색 털의 장식술을 갖고 있으며, 귀는 짧은 회색 털로 덮여 있다. 홀쭉한 꼬리는 두 가지 색(바깥쪽은 진하고 안쪽은 연하다.)을 띠고, 꼬리 끝에 갈색 또는 황토색 털의 장식술을 갖고 있다. 새끼들은 상체가 좀더 진하고 하체는 좀더 회색빛을 띤다. 새끼의 꼬리는 진한 갈색과 함께 띠고, 끝의 장식술은 검다.

## 분포 및 서식지
볼리비아 남서부와 아르헨티나 북서부 그리고 칠레 북부의 산악 지역에서 발견된다. 아르헨티나 후후이주 해발 200~300m와 볼리비아 포토시 주의 해발 4400m에서 서식하여, 넓은 분포 고도를 가진다. 분포 지역 내의 높은 곳에서 발견되는 유일한 데구류 종으로 키가 큰 선인장과 관목 그리고 초본 식물이 있는 건조한 바위 지역에서 서식한다.

## 습성
산데구는 주로 주행성 생활을 하며, 초식 동물이다. 굴을 파기 위해 특별하게 적응된 두개골이나 다리를 갖고 있지 않지만, 짧은 굴을 파고 바위 아래와 동굴 속에서 살아 간다. 나무나 산을 오를 때 스스로 꼬리를 잘라 발판으로 사용할 수도 있다. 무리 생활을 하며, 저음과 중음 그리고 고음의 꾸르르 소리를 내거나 재잘거리고 찍찍 우는 소리를 내서 의사 소통을 한다. 겨울에는 관목의 잎과 껍질, 아카시아 잎집 등을 먹고 여름에는 선인장 열매를 먹는다. 먹이 특히 선인장에서 필요한 충분한 수분을 얻는다.
산데구의 번식 습성은 잘 알려져 있지 않지만, 11월에 다양한 발달 단계의 새끼가 발견되며, 1월과 5월 사이에 임신한 어미와 새끼를 발견할 수 있다. 임신 기간은 약 105일로 보고되며, 한 번에 1~3마리의 새끼를 낳는다. 새끼들은 눈을 뜨고 털이 잘 자란 조숙한 상태로 태어난다.

## 보전 상태
넓은 분포 지역과 개체군이 크고, 일부 보호 지역에서의 발견 그리고 서식지 변형에 어느 정도 충분한 적응력을 갖고 있는 것으로 추정되기 때문에 국제 자연 보전 연맹(IUCN)이 "관심대상종"으로 분류하고 있다.